# Lactarius acris
Lactarius acris é um fungo que pertence ao gênero de cogumelos Lactarius, da ordem Russulales. Encontrado na Europa, foi descrito cientificamente em 1821 pelo botânico britânico Samuel Frederick Gray.